# یادمان شرهانی
منطقه عملیاتی شرهانی مربوط به دوره معاصر است و در شهرستان دهلران، بخش موسیان، دهستان عین خوش، جاده شهید خرازی، بعد از پل شهید ایوانی واقع شده است. این اثر توسط محمد جواد خانزادی پژوهش و مستندسازی گردید که در تاریخ ۸ مهر ۱۳۸۷ با شمارهٔ ثبت ۲۳۴۷۲ به‌عنوان یکی از آثار ملی ایران در فهرست میراث معنوی به ثبت رسیده است.